# Alboris
Alboris è un tipo di marmo dolomitico scoperto nella regione di Puglia, precisamente nella zona compresa tra Alberobello e Noci, a una profondità di circa 45 metri. 

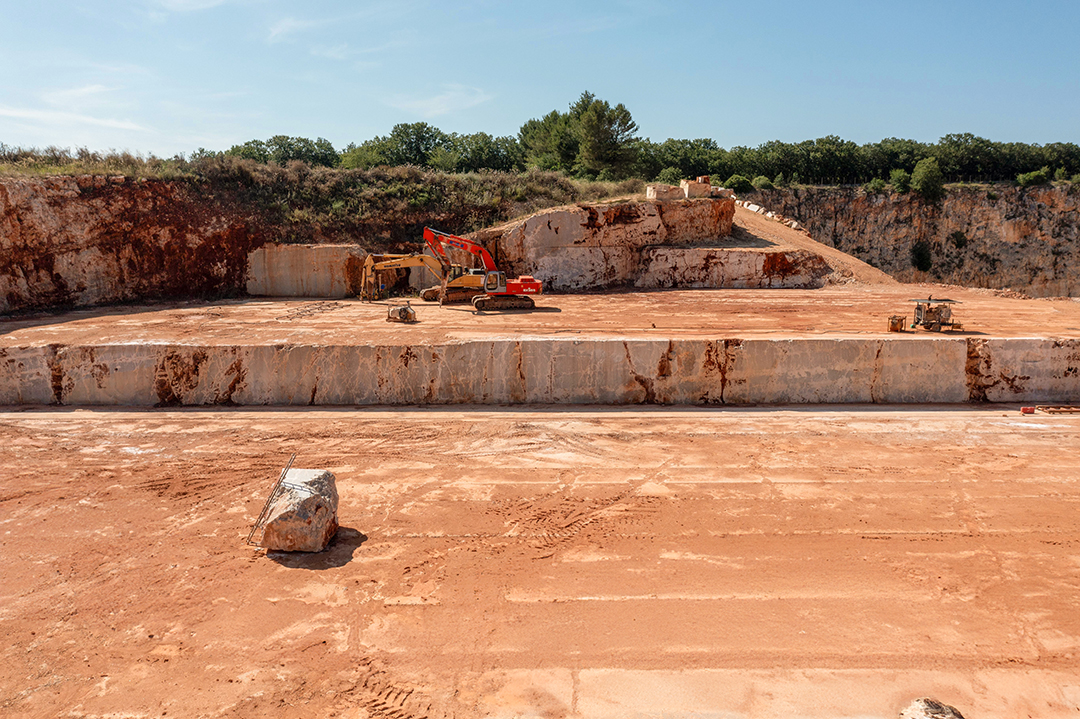
cava di estrazione del marmo Alboris Italia- Puglia - Noci - Alberobello

## Storia del Materiale
La formazione di questo marmo risale a milioni di anni fa, durante il periodo Mesozoico, quando la Puglia era caratterizzata da un ambiente marino tropicale con acque poco profonde. 
Queste condizioni hanno permesso il deposito di sedimenti calcarei che, attraverso una serie di complessi processi geologici, si sono trasformati in marmo dolomitico. Il marmo Alboris prende il suo nome dalla terra d'origine e rappresenta un elemento identitario profondo per la regione, simbolizzando la lunga e ricca storia geologica di questo territorio.

## Composizione
Alboris è un marmo dolomitico, composto prevalentemente da dolomite (CaMg(CO₃)₂), un minerale che si forma attraverso la trasformazione della calcite (CaCO₃) in presenza di magnesio. Questo processo, noto come dolomitizzazione, è stato facilitato dall'intensa evaporazione e dalla circolazione di acque ricche di magnesio nell'antico ambiente marino della Puglia. La dolomite conferisce ad Alboris una notevole durezza e resistenza, rendendolo particolarmente adatto per applicazioni sia interne che esterne.

## Aspetto
Il marmo Alboris si distingue per la sua estetica unica e raffinata, caratterizzata da due tonalità principali: un elegante grigio tenue e un caldo marrone terra. Queste colorazioni derivano dalla variazione nella composizione minerale e dalla lunga esposizione agli elementi naturali durante il processo di formazione. Le venature sottili e la texture compatta di Alboris contribuiscono a creare un aspetto visivamente affascinante, che cattura e riflette la luce in modi che esaltano la bellezza naturale del materiale. Questa combinazione di colori e venature rende Alboris ideale per una vasta gamma di applicazioni architettoniche e di design, aggiungendo un tocco di eleganza e raffinatezza a qualsiasi progetto.

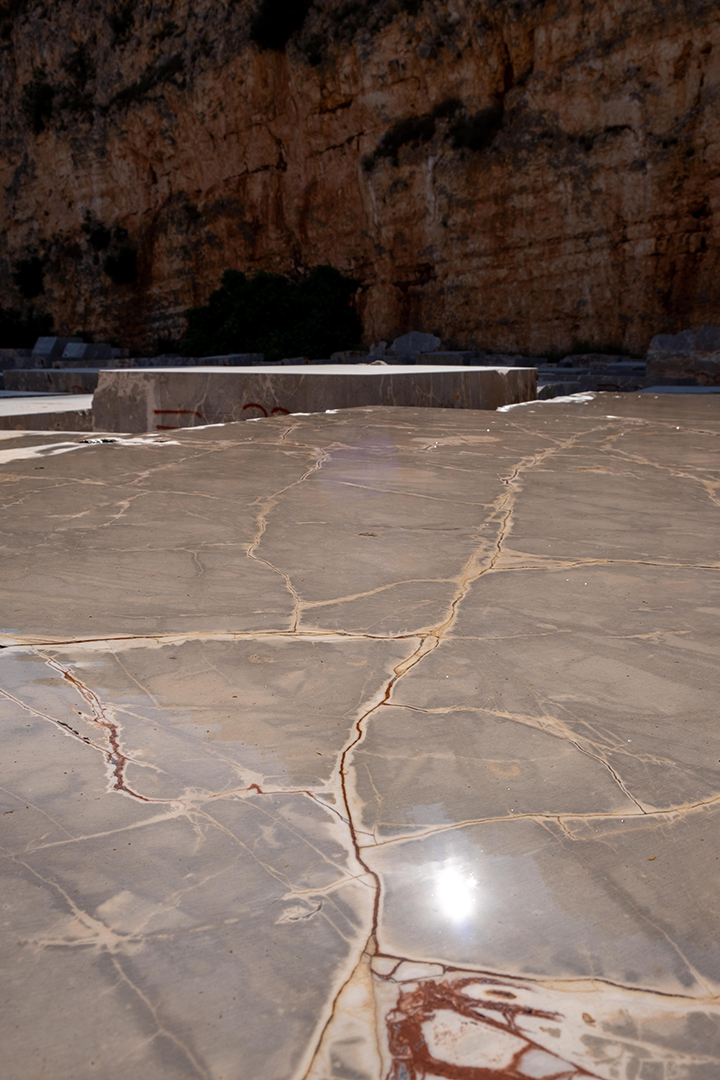
Dettaglio del marmo Alboris